# كانتو (شعر)

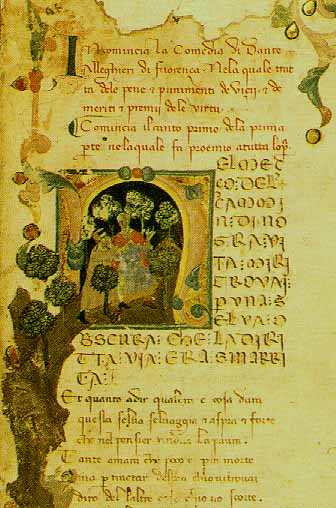
مخطوطة من القرن الرابع عشر لكوميديا دانتي أليغييري، وهي قصيدة مكونة من ثلاثة أجزاء (الجحيم، المطهر، الفردوس) مقسمة إلى 100 كانتو.

الكانتو (بالإيطالية: Canto)‏ في الشعر الإيطالي، هو تقسيم أو فصل من قصيدة طويلة، وهو يشبه المقطع ولكن عادة ما يكون أكبر من حيث الحجم. اشتق المصطلح من الكلمة الإيطالية التي تعني الأغنية، وغالبًا ما يُستخدم في الشعر الملحمي لتقسيم العمل إلى أجزاء قابلة للإدارة. عادةً ما يمثل كل كانتو جزءًا معينًا من السرد، وقد يختلف في طوله، حيث يحتوي على عدد معين من الأسطر أو الأبيات. من الأمثلة على ذلك الكوميديا الإلهية لدانتي، التي تنقسم إلى كنتوات، وجورج غوردون بايرون. يُساعد استخدام الكانتوات في هيكلة القصيدة، مما يسمح للشاعر بتنظيم المواضيع أو الأحداث المعقدة داخل السرد الأكبر.